# راندي والكر
راندي والكر (بالإنجليزية: Randy Walker)‏ هو لاعب كرة قدم أمريكية أمريكي، ولد في 29 مايو 1954 في تروي في الولايات المتحدة، وتوفي في 29 يونيو 2006 بسبب نوبة قلبية.